# Moycarkey Castle
Moycarkey Castle (irisch Caisleán Mhaigh Chairce) ist die Ruine eines Tower House im Townland Moycarky im irischen County Tipperary. Sie befindet sich innerhalb einer rechteckigen Einfriedung mit runden Flankierungstürmen an der Nordost- und der Südwestecke. Der Eingang zum Tower House ist durch ein doppeltes Mörderloch gesichert.

## Geschichte
Die Burg war die zentrale Festung der Familie Cantwell, Herren unter den Butlers von Ormonde, die auch Burgen an anderer Stelle besaßen, z. B. eine im Dorf Mellisson im Baronat Slieve Ardagh. Ein Edmund Cantwell aus Moycarkey Castle hatte eine Tochter, Catherine, die den Hon. John Butler, Sohn von Edmund Butler, 2. Viscount Mountgarret, heiratete. Ein William Cantwell ist für das Jahr 1640 als Eigentümer aufgelistet.
1889 vermerkt Bassetts Verzeichnis der Grafschaft, dass „[die Burg] einen großen Turm mit quadratischem Grundriss hat und eine hohe, umgebende Mauer. Ein Riss im Turm wurde durch einen Blitz vor über einhundert Jahren verursacht“, und, dass sich die Ruinen auf dem Anwesen eines John Max befänden.